# 仙田晃宏
仙田 晃宏（せんだ あきひろ、1982年10月11日 - ）は日本の政治家。国民民主党所属の衆議院議員（1期）。

## 来歴
愛知県丹羽郡大口町出身。名古屋市東区の名古屋中学校・高等学校後、2005年に明治大学政治経済学部を卒業。祖父が大口町議であったことから、大学時代から政治家を志した。卒業後はNTTデータグループに就職し、2023年から国会議員秘書として勤務。
2024年3月16日に国民民主党岐阜県第3区総支部長に就任。2024年10月27日実施の第50回衆議院議員総選挙に岐阜県第3区から立候補し、小選挙区では落選するものの、比例復活で当選した。

## 選挙歴
| 当落 | 選挙                   | 執行日         | 年齢 | 選挙区      | 政党       | 得票数    | 得票率 | 定数 | 得票順位 /候補者数 | 政党内比例順位 /政党当選者数 |
| ---- | ---------------------- | -------------- | ---- | ----------- | ---------- | --------- | ------ | ---- | ------------------ | ---------------------------- |
| 比当 | 第50回衆議院議員総選挙 | 2024年10月27日 | 42   | 岐阜県第3区 | 国民民主党 | 6万4039票 | 30.44% | 1    | 2/3                | 1/1                          |